# 가미오가와촌 (이바라키현)
가미오가와촌(上小川村)은 이바라키현 구지군에 일찍이 존재했던 촌이다.

## 지리
- 현재의 다이고정에 해당한다.
- 촌 중앙에는 구지강이 흐르고 있다.
- 야미조 산지, 아부쿠마 고원에 위치하며, 마을의 대부분은 산이 많은 지형이다

## 역사
- 1889년 4월 1일 - 정촌제 시행에 의해 구지군 요리가미촌이 성립하였다.
- 1955년 3월 31일 - 다이고정, 후쿠로다촌, 미야카와촌, 사하라촌, 구로사와촌, 나미세촌, 요리가미촌, 시모오가와촌의 일부와 합병해 다이고정이 성립하여, 요리가미촌은 소멸하였다.

## 인구
| 1891년 | 2,784 |
| 1920년 | 3,816 |
| 1935년 | 4,163 |
| 1950년 | 5,266 |

## 교통

### 철도
- 일본국유철도 (→동일본 여객철도)
  - 스이군선

## 참고문헌
- 角川日本地名大辞典編纂委員会『가도카와 일본 지명 대사전 8 茨城県』、가도카와 쇼텐、1983年 ISBN 4-04-001080-9